# Софрито
Софрито, рефугаду (ісп. sofrito [soˈfɾito], каталонська sofregit, італійська soffritto  [sofˈfritto] або португальська refogado [χɨfuˈgadu] / [ʁefuˈɡadu]) — це соус у середземноморській, латиноамериканській, іспанській, італійській та португальській кулінарії. Зазвичай він складається з ароматичних інгредієнтів, нарізаних невеликими шматочками і обсмажених або тушкованих у олії.
У сучасній іспанській кухні софрито складається з часнику, цибулі, перцю та помідорів, засмажених на оливковій олії. У португаломовних країнах, використовуються лише цибуля та оливкова олія, інколи додають томат, часник та лаврове листя. 

## Середземномор'я
У середземноморській кухні оливкова олія — третій важливий компонент страви разом з помідорами та цибулею. Часник необов'язковий, оскільки він не вважається невід'ємною частиною стандартного рецепту софрито. Найдавніший рецепт відомий приблизно з середини XIV століття, з цибулі та олії лише тому, що помідори чи перець потрапили до Європи після відкриття Америки. Деякі рецепти взагалі не містять помідорів, але мають нарізані кубиками овочі, такі як цибуля-порей або болгарський перець. 
В італійській кухні нарізана цибуля, морква та селера — це battuto, а потім, повільно засмажений в оливковій олії, стає soffritto. Він використовується як основа для більшості соусів для пасти, таких як соус болоньєзе, але іноді його можна використовувати як основу для інших страв, таких як обсмажені овочі. З цієї причини це основний компонент італійської кухні. Він також може містити часник, цибулю-шалот або цибулю-порей.
У грецькій кухні термін софрито відноситься до конкретної страви, яка є рідною на острові Корфу і де майже виключно її можна зустріти. Софрито — це телячий стейк, засмажений повільно в білому вині, часнику та трав'яному соусі, і зазвичай подається з рисом. 

## Латинська Америка

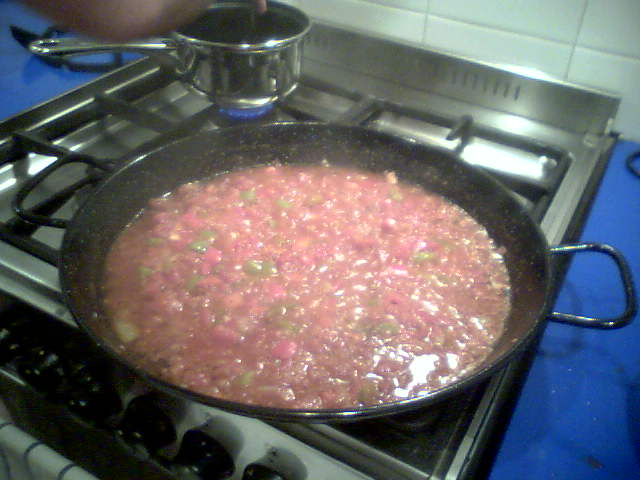
Софрито для паельї

У бразильській кухні слово refogar також охоплює страви, обсмажені на рослинній олії перед відварюванням або приготуванням на пару, навіть якщо фактично смаженої приправи немає. Подібним чином, рис, обсмажений у рослинній олії перед відварюванням, технічно refogado.
У колумбійській кухні sofrito називається hogao і виготовляється тільки з довгої зеленої цибулі та помідорів, або guiso переважно з помідорів, цибулі, коріандру, кмину, а іноді і часнику; він використовується під час приготування рагу, м'яса, рису, як соус або намазка для ареп та інших страв. 
У кубинській кухні софрито готується аналогічно, але основними компонентами є іспанська цибуля, часник та зелений болгарський перець. Це основа для квасолі, рагу, рисів та інших страв, включаючи ropa vieja і picadillo. Інші вторинні компоненти включають томатний соус, сухе біле вино, кмин, лавровий лист і кінзу. Chorizo (різновид гострої сосики), tocino (солона свинина) і шинку додають для певних рецептів, таких як квасоля.
У домініканській кухні софрито також називається sazón містить оцет, воду, а іноді і томатний сік. Софрито або sazón використовується для рису, рагу, квасолі та інших страв. Типове домініканське софрито складається з дуже дрібно нарізаного зеленого, червоного та жовтого болгарського перцю, червоної цибулі, часнику, меленої орегано, яблучного оцту, томатної пасти, води та кінзи. Інгредієнти змінюються і можуть змінюватися, наприклад, перець кубанель може замінити болгарський перець, селера може замінити цибулю, а петрушку або кулантро можна використовувати замість кінзи.
В еквадорській кухні софрито називається refrito, і його роблять з іспанської цибулі, перцю кубанель, свіжих помідорів, смаженого часнику, кінзи та меленого підсмаженого кмину. 
У мексиканському штаті Юкатан у софрито використовують хабанеро. 
У перуанській кухні софрито називають «aderezo», і його виготовляють з червоної цибулі, часнику, чилі-пасти (ají), солі та чорного перцю. Адерезо також може містити помідор або аннато. Відомі деякі регіональні додатки, такі як кабачки на Північному узбережжі Перу.
У пуерториканській кухні софрито переважно використовується при приготуванні страв з рису, соусів та супів. Два основних інгредієнти, які дають пуерториканському софрито його характерний аромат — recao (Eryngium foetidum) та ají dulce, а також червоний і зелений перці кубанель, червоний болгарський перець, пім'єнто, жовта цибуля, часник, помідори та кінза. Всі червоні перці обсмажують, а потім додають до софрито. Його традиційно готується з оливковою олією або олією аннато, tocino (бекон), солона свинина і шинка. Суміш фаршированих оливок і каперсів під назвою alcaparrado зазвичай додається з такими спеціями, як лавровий лист, bixa orellana (аннато) і adobo.
У гаїтянській кухні ароматичною основою більшості страв є епіс (фр. épice — спеції), комбінований соус з вареного перцю, часнику та трав, особливо зеленої цибулі, чебрецю та петрушки. Він також використовується як основна приправа до рису та квасолі, а також використовується у рагу та супах.
У деяких стравах карибської кухні софрито приправляють смальцем. Його проціджують, додають насіння аннато, щоб забарвити його в жовтий колір, а потім проціджують. До забарвленого сала додають мелену суміш з в'яленої шинки, болгарського перцю, перцю чилі та цибулі; після цього додається розтерте листя коріандру і листя орегано, зубчики часнику, а соус тушкується пів години. Цей термін також належали до ряду пов'язаних соусів та приправ у Карибському басейні, Центральній та Латинській Америці.

## Азія
У філіппінській кухні ginisá — це кулінарний термін, який позначає суміш часнику, цибулі та помідорів, пасеровану разом з олією. Він по суті схожий на іспанське софрито.